# Ojcowie założyciele
Ojcowie założyciele, osoby instrumentalne, nie tylko jako założyciele pewnych instytucji politycznych, ale również jako myśliciele, twórcy pewnych idei, organizacji politycznych, państw. Ojcowie założyciele zazwyczaj są po śmierci osobami szanowanymi, których dorobek jest doceniany przez pokolenia.

## Przykłady
- Ojcowie założyciele Stanów Zjednoczonych – twórcy państwa amerykańskiego, Ojcami-założycielami nazywani są sygnatariusze Deklaracji Niepodległości Stanów Zjednoczonych oraz Konstytucji Stanów Zjednoczonych

- Ojcowie Konfederacji Kanady, nazywani Ojcami Konfederacji

- liderzy Australijskiego Ruchu Federalistycznego w latach 90. XIX wieku, są często nazywani Ojcami-założycielami

- Robert Schuman, Jean Monnet, Konrad Adenauer, Alcide De Gasperi, Paul-Henri Spaak oraz Altiero Spinelli uważani za ojców-założycieli Unii Europejskiej

- Simon Bolivar, Jose Antonio Paez, Rafael Urdaneta, Francisco de Paula Santander nazywani Ojcami-założycielami północnych państw Ameryki Południowej (Wenezuela, Kolumbia, Peru, Panama, Ekwador, Boliwia)

- Giuseppe Garibaldi, współtwórca zjednoczonego państwa włoskiego

- Eidgenossenschaft

- Robert Ettinger – twórca ruchu na rzecz krioniki (lata 60. w USA)

- Hugo Gernsback, zwany „ojcem fantastyki naukowej”, założyciel magazynu Amazing Stories (1926)